# Крутенко, Григорий Павлович
Григорий Павлович Крутенко (18 апреля 1929, Николаевка, Днепропетровский округ — 15 апреля 2002, Киев) — советский и украинский архитектор. Член НСАУ (с 1961). Директор киевского Научно-исследовательского и проектного института градостроительства (1974—1988). Автор статей по проблемам градостроительства и благоустройства городов.

## Биография
Григорий Павлович Крутенко родился 18 апреля 1929 года в населенном пункте Николаевка Новомосковского района Днепропетровской области. В 1956 году окончил Киевский инженерно-строительный институт.
После окончания учёбы в инженерно-строительном институте работал в киевском институте «Гипроград». С 1974 по 1988 год работал директором киевского Научно-исследовательского и проектного института градостроительства. Жил и работал в городе Киев.
Скончался 15 апреля 2002 года из-за последствий радиационного облучения при работе связанной с ликвидацией последствий Чернобыльской аварии.

## Проекты
- Проект застройки южно-западного района Херсона (1958)[1],
- Проект генплана Николаева (1957—1958)[1],
- Проект генплана Ровно (1957—1958)[1],
- Проект генплана Львова (1957—1958)[1],
- Проект генплана Ковеля в Волынской области (1957—1958)[1],
- Проект генплана Кривого Рога (1957—1958)[1],
- Проект генплана Горловки (1959)[1],
- Проект генплана Вишневского района Акмолинска в Казахстане (1961)[1],
- Проект генплана Донецка (1961)[1],
- Проект генплана Борисполя (1961)[1],
- Проект генплана Коростеня в Житомирской области (1961)[1],
- Вахтовый поселок «Зелёный Мыс» Чернобыльской зоны для работников на период ликвидации последствий аварии (1986)[2].

## Публикации
- «Каждому селу — генеральный план» // «Строительство и архитектура», 1965, № 11;
- «Село на нашій Україні» // «Україна», 1966, № 4;
- «Новый этап в застройке сел Украины» // «Архитектура СССР», 1968, № 2;
- «Насущные задачи градостроительства Украины» // «В помощь проектировщику», 1970, вып. 2;
- Крутенко Г. П. Архитектурно-планировочная организация курортов и зон отдыха. Сб. науч. трудов. Киев, — 1974.
- Преобразование окружающей среды и проблемы градостроительства : сборник науч. трудов / ред. коллегия Г. П. Крутенко. — Киев : [б. в.], 1974. — 134 с.
- Транспорт в планировочной структуре городов и агломераций : Сб. науч. тр. /Ред. колл.: Крутенко Г. П. и др. Киев: КиевНИИградостроительство, 1974. − 120 с.
- Планировка и застройка городов : сборник научных трудов. Выпуск 2 / Киев. НИИП градостроительства Госгражданстроя ; Ред. кол.: А. Д. Иванова, Г. П. Крутенко, О. И. Кульчицкая и др. — Киев : Будивельник, 1975. — 88 с
- Градостроительство : Респ. межвед. науч.-техн. сборник / [Ред. коллегия: … Г. П. Крутенко (гл. ред.) и др.]. — Киев : Будівельник, 1975. — 135 с.
- Градостроительство : респ. межведомств. науч.-техн. сб. / редкол.: Г. П. Крутенко (гл. ред.) [и др.]. — К. : Будівельник, 1976.
- «Проблемы совершенствования градостроительного проектирования» // «Строительство и архитектура», 1977, № 2.
- Крутенко, Г. П. Главное направление развития городов / Г. П. Крутенко // Строительство и архитектура. — 1977. — № 10. — С. 20-23.
- Градостроительство : Респ. межвед. сборник / Науч.-исслед. и проектный ин-т градостроительства в г. Киеве; [Ред. коллегия: Г. П. Крутенко (гл. ред.) и др.]. — Киев : Будівельник, 1977. — 74 с.
- Проблемы моделирования в градостроительстве и районной планировке // Сборник научных трудов НИИПградостроительства гл. ред. Г. П. Крутенко. — 1977: КиевНИИП градостроительства, Киев.
- Крутенко Г. П. Градостроительные проблемы развития курортно-рекреационного строительства. — Ж. Строительство и архитектура, 1979.
- Крутенко, Г. П. Вдохновляющие перспективы / Г. П. Крутенко // Строительство и архитектура. — 1981. — № 2. — С. 13-16
- Крутенко Г. П., Мазукевич A. A. Проблемы организации отдыха трудящихся. — Ж. Строительство и архитектура, 1981, & 10.

## Семья
- Дочь — Наталья Григорьевна Крутенко (род. 24 марта 1955, Киев) — украинский искусствовед, художник декоративного искусства.